# James McGarrell
James McGarrell (* 22. Februar 1930 in Indianapolis, Indiana; † 7. Februar 2020 in Woodsville, New Jersey) war ein US-amerikanischer Maler, bekannt für seine figurative Malerei von üppigen Interieurs und Landschaften. In späteren Jahren war er auch als abstrakter Maler tätig.

## Leben und Werk
McGarrell begann mit seiner Malerei im Keller des Hauses seiner Eltern im Alter von 20 Jahren. Seine ersten offiziellen Studien der Kunst nahm er zuerst an der Indiana University und an der Schule für Malerei und Skulptur in Skowhegan, Maine auf. Er absolvierte das Studium der Malerei an der University of California in Los Angeles. Im Jahr 1955 hatte McGarrell seine erste Einzelausstellung in der Galerie Frank Perls in Beverly Hills und bekam im selben Jahr ein Fulbright-Stipendium zum Besuch der Staatlichen Akademie der Bildenden Künste in Stuttgart.
Nach seiner Rückkehr aus Deutschland 1956 begann für McGarrell eine längere akademische Karriere am Reed College in Portland, Oregon. Drei Jahre später besucht er noch einmal die Indiana University, um das dortige Postgraduierten-Programm für Malerei zu absolvieren. Im Jahr 1981 nahm er einen Lehrauftrag an der School of Fine Arts an der Washington University in St. Louis an, wo er bis zu seiner Emeritierung im Jahr 1993 blieb. Er war auch an anderen Hochschulen, zum Beispiel an der Schule von Skowhegan, der Ausländeruniversität Perugia in Italien, an der Rice University, an der University of Utah, an der Arizona State University und am Dartmouth College jeweils für kurze Zeit als Lehrer tätig.
Während des letzten halben Jahrhunderts hatte McGarrell mehr als einhundert Einzelausstellungen in Galerien und Museen in Amerika, England, Frankreich und Italien. Seine Gemälde, Drucke und Zeichnungen wurden in Hunderten von Ausstellungen in den Vereinigten Staaten, Südamerika, Europa und Japan gezeigt.
Er war seit 1994 gewähltes Mitglied (NA) der National Academy of Design, und korrespondierendes Mitglied der Académie des Beaux-Arts de l'Institut de France. Im Jahr 1995 wurde er mit dem Jimmy Ernst Lifetime Achievement Award der American Academy of Arts and Letters ausgezeichnet.
Seine Arbeiten wurden auf fünf Whitney Biennialen und anderen Biennalen, zweimal auf der Carnegie International-Ausstellung (1958 und 1983); im Museum of Modern Art, New York City (1960), in der Tate Gallery, London (1963 und 1964); auf der documenta III (1964) in Kassel und im Musée des Augustins, Toulouse in Frankreich gezeigt. Er war einer von fünf Malern, die an der Darstellung der Figurativen Tradition in der amerikanischen Kunst im US-Pavillon auf der Biennale von Venedig im Jahr 1968 teilnahmen. McGarrells Gemälde sind Teil der ständigen Sammlung des Museum of Modern Art, des Whitney Museum of American Art, des Hirshhorn Museum and Sculpture Garden, des Art Institute of Chicago, der Pennsylvania Academy of the Fine Arts, des Portland Museum of Art, des Saint Louis Art Museum, des Santa Barbara Museum of Art, des Centre Georges Pompidou in Paris, der Hamburger Kunsthalle und vielen anderen öffentlichen und privaten Sammlungen in den USA und Europa.
James McGarrell war mit der Schriftstellerin und Übersetzerin Ann McGarrell verheiratet.